# Полевая жужелица
Полевая жужелица (лат. Carabus arcensis) — жук из семейства жужелиц. Выделяют 11 подвидов данного вида.

## Распространение
Палеарктический вид. Обитают в Европе к северу от полярного круга и далее на восток — в Сибири, на Сахалине и в Японии. В восточной части ареала населяют сухие леса. В западной — горные пустоши и болота.

## Описание
Представители вида достигают в длину 16—20 мм.

## Подвиды
- Carabus arcensis arcensis Herbst, 1784
- Carabus arcensis baschkiricus Breuning, 1932
- Carabus arcensis carpathus Born, 1902
- Carabus arcensis conciliator Fischer von Waldheim, 1820
- Carabus arcensis costalis Vacher de Lapouge, 1908
- Carabus arcensis faldermanni Dejean, 1829
- Carabus arcensis germaniae Lengerken, 1911
- Carabus arcensis hokkaidoensis Lapouge, 1924
- Carabus arcensis noricus Sokolar, 1910
- Carabus arcensis sylvaticus Dejean, 1826
- Carabus arcensis venetianus Bernau, 1914